# Muslingebanker
Muslingebanker er rev af tætsiddende muslinger, der har fæstnet sig på havbunden. Der findes også muslingebanker i ferskvand. I Danmark er der 152 registrerede muslingearter, men ikke alle rr rev-dannende, da nogle f.eks. graver sig ned i sandbund, ligesom knivmuslinger.
Muslingebanker etablerer sig på steder med stor vandgennemstrømning, som bringer ilt, næringsstoffer og fødeemner med sig. Derfor findes de ofte på lavt vand, hvor tidevandet bestemmer miljøet. De kan dog også etablere sig på dybt vand, hvor de dybere havstrømme løber; det ses f.eks. omkring Færøerne. 
Muslingebanker er udbredt overalt i de danske farvande, inklusiv Færøerne og Grønland. De findes især i Limfjorden og Vadehavet, hvor der foregår et intenst muslingefiskeri. 
Der findes mange arter af muslinger. I de danske farvande domineres muslingebankerne af blåmuslingen. Omkring Færøerne er det fortrinsvist hestemusling og ved Grønland kammusling, som dominerer. 

## Miljøbetydning
Muslingebanker har stor betydning for havets flora og fauna på mange niveauer. De renser vandet for miljøfremmede stoffer, forurening, forskellige giftstoffer, radioaktive stoffer, overskud af næringsstoffer, uønskede bakterier og algeblomst. Samtid udgør de et vigtigt fødegrundlag for både fisk, pattedyr (f.eks. marsvin), fugle og mennesker. Muslingebanker har derfor stor biologisk og økonomisk betydning verden over. 
Muslingebanker bruges af disse grunde ofte som 'indikator-miljøer', som kan afsløre og vise havets og dets økosystemers sundhedstilstand.

## Erhverv
Muslingebanker er stadig af stor økonomisk betydning på verdensplan, idet der foretages 'muslingeskrab' med jævnlige mellemrum med forskellige teknikker, såsom bundtrawl. Muslingeskrab på muslingebanker er de senere år delvist afløst af muslingeopdræt på reb (linemuslinger), pæle og lignende. I Danmark foregår erhvervsfiskeri af muslinger primært i Limfjorden, hvor der stadig foretages mange muslingeskrab om efteråret. Der fiskes også erhvervsmæssigt i Isefjorden, langs de østjydske kyster og i Vadehavet, men i mindre omfang end i Limfjorden, hvor der i gennemsnit blev opfisket 64.000 ton muslinger årligt i perioden 2001-2006.

I 2002 blev Dansk Skaldyrcenter (DSC) oprettet i Nykøbing Mors, støttet af bl.a. EU midler til regional udvikling. Skaldyrcenteret er en erhvervsdrivende fond til fremme af bæredygtigt opdræt, fiskeri og industriel forarbejdning af skaldyr, herunder muslinger. Centret ledes af en bestyrelse med repræsentanter fra erhverv, kommune, region og forskning og deltager i forsknings-, forsøgs- og udviklingsprojekter.

## Sikkerhed
Når man indsamler muslinger til konsum, skal man være opmærksom på at indsamle i 'åbne områder', hvor der ikke er risiko for skaldyrsforgiftning. Fødevarestyrelsen orienterer løbende borgere og erhvervsliv om, hvilke områder der er åbne og lukkede.

## Ekstene henvisninger
- Dansk Skaldyrcenter Fondens egen hjemmeside